# Ferdinando di Danimarca
Ferdinando di Danimarca, il cui nome completo era Federico Ferdinando (Copenaghen, 22 novembre 1792 – Copenaghen, 29 giugno 1863), fu un membro della famiglia reale danese, nipote del re Federico V.

## Infanzia e gioventù
Il principe Ferdinando nacque nel palazzo di Christiansborg, a Copenaghen, il 22 novembre 1792, il più giovane dei figli di Federico, principe ereditario di Danimarca e Norvegia, e della moglie Sofia Federica di Meclemburgo-Schwerin. Era quindi un nipote di re Federico V di Danimarca e Norvegia.
Dal momento che suo zio, re Cristiano VII, era mentalmente squilibrato, suo padre aveva funto da reggente dopo la morte di Johann Friedrich Struensee nel 1772. Dopo il colpo di mano del 1784 con il quale il figlio di Cristiano e quindi legittimo erede al trono, anch'egli di nome Federico, aveva preso il potere e la reggenza, il padre di Ferdinando si era ritrovato senza alcuna influenza a corte. In ogni caso, dal momento che il nuovo reggente e poi re era comunque senza figli maschi, il padre di Ferdinando ed i suoi figli rimanesero nell'immediata linea di successione al trono.
Quando Christiansborg venne distrutto da un incendio nel 1794 il giovane principe e la sua famiglia si trasferirono nel palazzo di Amalienborg, dove egli venne cresciuto, trascorrendo poi le estati a Sorgenfri.

## Matrimonio
Il 1º agosto 1829, nel palazzo di Frederiksberg, Ferdinando sposò la cugina Carolina di Danimarca (1793-1881); essa era la figlia maggiore del già citato principe della corona Federico, nel frattempo salito al trono come Federico VI di Danimarca. Quando quest'ultimo morì nel 1839, a causa della legge salica Carolina non poté salire al trono, che venne ereditato dal più prossimo parente maschio, Cristiano Federico, fratello maggiore di Ferdinando.

## Vita matura
Il numero di membri maschi della casa reale era così esiguo in quegli anni che lo stesso Ferdinando era sempre molto prossimo alla successione al trono; nel 1848, con la morte del fratello, divenuto re Cristiano VIII, l'ormai anziano Ferdinando divenne l'erede presuntivo al trono di Danimarca.
Ferdinando morì senza discendenti e questa fu una delle cause che portarono all'estinzione del ramo principale della Casa reale danese e alla conseguente seconda guerra dello Schleswig; egli avrebbe potuto interrompere la tradizionale continuità di re di nome Cristiano e Federico, che era iniziata nel XVI secolo.

## Antenati
|                                             |                                               |                                               | Genitori                                      |  |  | Nonni |  |  | Bisnonni                  |  |  | Trisnonni                |  |
|                                             |                                               |                                               |                                               |  |  |       |  |  | Cristiano VI di Danimarca |  |  | Federico IV di Danimarca |  |
|                                             |                                               |                                               |                                               |  |  |       |  |  | Cristiano VI di Danimarca |  |  | Federico IV di Danimarca |  |
|                                             |                                               | Luisa di Meclemburgo-Güstrow                  |                                               |  |  |       |  |  | Cristiano VI di Danimarca |  |  |                          |  |
| Federico V di Danimarca                     |                                               |                                               |                                               |  |  |       |  |  | Cristiano VI di Danimarca |  |  |                          |  |
|                                             |                                               | Sofia Maddalena di Brandeburgo-Kulmbach       | Cristiano Enrico di Brandeburgo-Kulmbach      |  |  |       |  |  |                           |  |  |                          |  |
|                                             |                                               | Sofia Maddalena di Brandeburgo-Kulmbach       | Cristiano Enrico di Brandeburgo-Kulmbach      |  |  |       |  |  |                           |  |  |                          |  |
|                                             |                                               | Sofia Maddalena di Brandeburgo-Kulmbach       | Sofia Cristiana di Wolfstein                  |  |  |       |  |  |                           |  |  |                          |  |
| Federico di Danimarca                       |                                               | Sofia Maddalena di Brandeburgo-Kulmbach       |                                               |  |  |       |  |  |                           |  |  |                          |  |
|                                             |                                               | Ferdinando Alberto II di Brunswick-Lüneburg   | Ferdinando Alberto I di Brunswick-Lüneburg    |  |  |       |  |  |                           |  |  |                          |  |
|                                             |                                               | Ferdinando Alberto II di Brunswick-Lüneburg   | Ferdinando Alberto I di Brunswick-Lüneburg    |  |  |       |  |  |                           |  |  |                          |  |
|                                             |                                               | Ferdinando Alberto II di Brunswick-Lüneburg   | Cristina d'Assia-Eschwege                     |  |  |       |  |  |                           |  |  |                          |  |
| Giuliana Maria di Brunswick-Lüneburg        |                                               | Ferdinando Alberto II di Brunswick-Lüneburg   |                                               |  |  |       |  |  |                           |  |  |                          |  |
|                                             |                                               | Antonietta Amalia di Brunswick-Wolfenbüttel   | Luigi Rodolfo di Brunswick-Lüneburg           |  |  |       |  |  |                           |  |  |                          |  |
|                                             |                                               | Antonietta Amalia di Brunswick-Wolfenbüttel   | Luigi Rodolfo di Brunswick-Lüneburg           |  |  |       |  |  |                           |  |  |                          |  |
|                                             |                                               | Antonietta Amalia di Brunswick-Wolfenbüttel   | Cristina Luisa di Oettingen-Oettingen         |  |  |       |  |  |                           |  |  |                          |  |
| Ferdinando di Danimarca                     |                                               | Antonietta Amalia di Brunswick-Wolfenbüttel   |                                               |  |  |       |  |  |                           |  |  |                          |  |
|                                             | Cristiano Ludovico II di Meclemburgo-Schwerin | Federico di Meclemburgo-Schwerin              |                                               |  |  |       |  |  |                           |  |  |                          |  |
|                                             | Cristiano Ludovico II di Meclemburgo-Schwerin | Federico di Meclemburgo-Schwerin              |                                               |  |  |       |  |  |                           |  |  |                          |  |
|                                             | Cristiano Ludovico II di Meclemburgo-Schwerin | Cristina Guglielmina d'Assia-Homburg          |                                               |  |  |       |  |  |                           |  |  |                          |  |
| Luigi di Meclemburgo-Schwerin               | Cristiano Ludovico II di Meclemburgo-Schwerin |                                               |                                               |  |  |       |  |  |                           |  |  |                          |  |
|                                             |                                               | Gustava Carolina di Meclemburgo-Strelitz      | Adolfo Federico II di Meclemburgo-Strelitz    |  |  |       |  |  |                           |  |  |                          |  |
|                                             |                                               | Gustava Carolina di Meclemburgo-Strelitz      | Adolfo Federico II di Meclemburgo-Strelitz    |  |  |       |  |  |                           |  |  |                          |  |
|                                             |                                               | Gustava Carolina di Meclemburgo-Strelitz      | Maria di Meclemburgo-Güstrow                  |  |  |       |  |  |                           |  |  |                          |  |
| Sofia Federica di Meclemburgo-Schwerin      |                                               | Gustava Carolina di Meclemburgo-Strelitz      |                                               |  |  |       |  |  |                           |  |  |                          |  |
|                                             |                                               | Francesco Giosea di Sassonia-Coburgo-Saalfeld | Giovanni Ernesto di Sassonia-Coburgo-Saalfeld |  |  |       |  |  |                           |  |  |                          |  |
|                                             |                                               | Francesco Giosea di Sassonia-Coburgo-Saalfeld | Giovanni Ernesto di Sassonia-Coburgo-Saalfeld |  |  |       |  |  |                           |  |  |                          |  |
|                                             |                                               | Francesco Giosea di Sassonia-Coburgo-Saalfeld | Carlotta Giovanna di Waldeck-Wildungen        |  |  |       |  |  |                           |  |  |                          |  |
| Carlotta Sofia di Sassonia-Coburgo-Saalfeld |                                               | Francesco Giosea di Sassonia-Coburgo-Saalfeld |                                               |  |  |       |  |  |                           |  |  |                          |  |
|                                             |                                               | Anna Sofia di Schwarzburg-Rudolstadt          | Luigi Federico I di Schwarzburg-Rudolstadt    |  |  |       |  |  |                           |  |  |                          |  |
|                                             |                                               | Anna Sofia di Schwarzburg-Rudolstadt          | Luigi Federico I di Schwarzburg-Rudolstadt    |  |  |       |  |  |                           |  |  |                          |  |
|                                             |                                               | Anna Sofia di Schwarzburg-Rudolstadt          | Anna Sofia di Sassonia-Gotha-Altenburg        |  |  |       |  |  |                           |  |  |                          |  |
|                                             |                                               | Anna Sofia di Schwarzburg-Rudolstadt          |                                               |  |  |       |  |  |                           |  |  |                          |  |